# Skomoroszki (obwód miński)
Skomoroszki (biał. Скамарошкі, Skamaroszki; ros. Скоморошки, Skomoroszki) – wieś na Białorusi, w obwodzie mińskim, w rejonie stołpeckim, w sielsowiecie Świerżeń Stary, przy drodze republikańskiej R64.

## Historia
W XIX i w początkach XX w. położone były w Rosji, w guberni mińskiej, w powiecie nowogródzkim, w gminie Mir. Własność m.in. Radziwiłłów.
W dwudziestoleciu międzywojennym leżały w Polsce, w województwie nowogródzkim, w powiecie stołpeckim, w gminie Mir. W 1921 miejscowość liczyła 460 mieszkańców, zamieszkałych w 86 budynkach, w tym 277 Białorusinów i 183 Polaków. 418 mieszkańców było wyznania prawosławnego, 41 rzymskokatolickiego i 1 muzułmańskiego.
Po II wojnie światowej w granicach Związku Sowieckiego. Od 1991 w niepodległej Białorusi.